# Federação Europeia de Halterofilismo
A Federação Europeia de Halterofilismo (em inglês:  European Weightlifting Federation — EWF) é a organização que regulamenta e promove o esporte de levantamento de peso olímpico no continente europeu.
A EWF é uma das cinco organizações continentais que compõem a Federação Internacional de Halterofilismo. Foi fundada em 20 de setembro de 1969 em Varsóvia, Polónia, por 19 países. No presente, tem sua sede em Ancara e conta com 49 nações-membros.

## Organização
A estrutura hierárquica da federação é composta pelo presidente, secretário-geral e vice-presidentes, membros da comissão executiva e três comités (o comité técnico, o médico e o de auditoria).
Desde 2021 o presidente é Antonio Conflitti, da Moldávia, e o secretário-geral é Milan Mihajlović, da Sérvia.

### Presidentes
Segue abaixo a lista de presidentes:
| No. | Período                 | Nome                 | País        |
| --- | ----------------------- | -------------------- | ----------- |
| 1   | 19.09.1969 – 19.10.1983 | Janusz Przedpełski   | Polónia     |
| 2   | 19.10.1983 – 02.05.1987 | André Coret          | França      |
| 3   | 02.05.1987 – 13.04.1999 | Wally Holland        | Reino Unido |
| 4   | 13.04.1999 – 13.04.2008 | Waldemar Baszanowski | Polónia     |
| 5   | 13.04.2008 – 01.04.2021 | Antonio Urso         | Itália      |
| 6   | 01.04.2021 – 26.06.2021 | Hasan Akkuş          | Turquia     |
| 7   | 26.06.2021 – 18.12.2021 | Maksim Agapitov      | Rússia      |
| 8   | 18.12.2021 –            | Antonio Conflitti    | Moldávia    |

## Competições
A FEH promove as seguintes competições, para mulheres e homens:
- Campeonato Europeu de Halterofilismo (European Seniors Championships)
- Campeonato Europeu Júnior de Halterofilismo (European Juniors Championships)
- Campeonato Europeu Juvenil de Halterofilismo (European Youth Championships)
- Campeonato Europeu de Halterofilismo Sub-23 (European Under 23)